# Museu Nacional d'Antropologia d'Espanya
Aquest museu va ser el primer museu dedicat a aquesta ciència a Espanya. Està situat a Madrid, al carrer Alfonso XII. La seva fundació va ser de la iniciativa personal del metge de Segovia Pedro González Velasco. El museu està ubicat en un edifici d'estil clàssic construït pel marquès de Cubas. El rei Alfons XII va inaugurar aquest museu al 1875. El museu està gestionat pel Ministeri d'Educació, Cultura i Esport.
Aquest consta de 24 sales d'exposició, de les quals 22 són permanents i altres dues per a les exposicions temporals. El museu representa les diferents cultures dels 5 continents del món.